# 堀葦男
堀 葦男（ほり あしお、1916年6月10日 - 1993年4月21日）は、俳人。
東京都生まれ。東京大学経済学部卒。大阪商船勤務、のち社団法人日本綿花協会専務理事。俳句は岡本圭岳、伊藤消雪、下村槐太に師事。1953年、同じ槐太門の林田紀音夫らとともに「十七音」を創刊。関西の前衛俳句運動の推進者として金子兜太と並び称された。兜太の「海程」創刊に参加、同人会長を務める。俳誌では「火星」顧問も務めた。1962年、第10回現代俳句協会賞受賞。句集に『火づくり』『機械』『山姿水情』『朝空』『過客』など、評論集に『俳句二十章』がある。現代俳句協会全国幹事、同関西地区会議副議長、大阪俳人クラブ副会長、読売俳壇選者などを歴任。1993年没、76歳。